# Lives in the Balance
Lives in the Balance är Jackson Brownes åttonde album, släppt 1986. Låten Lives in the Balance användes i TV-serien Miami Vice.

## Låtlista
Samtliga låtar skrivna av Jackson Browne, om annat inte anges.
1. "For America" - 5:13
2. "Soldier of Plenty" - 4:37
3. "In the Shape of a Heart" - 5:41
4. "Candy" (Jackson Browne/Greg Copeland/Wally Stocker) - 4:12
5. "Lawless Avenues" (Jackson Browne/Jorge Calderon) - 5:40
6. "Lives in the Balance" - 4:18
7. "Till I Go Down" - 4:19
8. "Black and White" - 5:15